# Tomasz Tomczyk
Tomasz Tomczyk (ur. 24 maja 1986 roku w Czeladzi) – polski siatkarz, przyjmujący.
Karierę siatkarską rozpoczynał w MOS-ie Będzin. W 2005 roku z będzinianami sięgnął po tytuł Mistrza Polski Juniorów. W tym samym roku trafił do Energii Sosnowiec występującej w Polskiej Lidze Siatkówki, w rozgrywkach której w sezonie 2005/2006 wystąpił w 18 meczach i zdobył 66 punktów. Po roku jego zespół spadł do I ligi. W 2007 roku z sosnowiecką drużyną wrócił do najwyższej klasy ligowej (pod nazwą "Płomień" Sosnowiec). Na rozgrywki ligowe 2007/2008 został wypożyczony do BBTS-u Bielsko-Biała. Z tą drużyną zajął 2. miejsce w klasyfikacji końcowej I ligi, ale przegrał rywalizację barażową o grę w Polskiej Lidze Siatkówki z broniącym się przed spadkiem, Jadarem Radom. W czerwcu 2009 został zawodnikiem AZS UWM Olsztyn.
Od sezonu 2011/2012 zawodnik Siatkarza Wieluń. Po wycofaniu się z rozgrywek wieluńskiego klubu powrócił do macierzystego klubu - MKS Banimex Będzin.

## Życie prywatne
Absolwent Szkoły Podstawowej nr 45, Gimnazjum nr 13 i III Liceum Ogólnokształcącego w Sosnowcu.